# Федерален окръг (Бразилия)
Вижте пояснителната страница за други значения на Федерален окръг.
Федералният окръг (на португалски: Distrito Federal) в Бразилия е административна единица, в която се намира и едноименната столица Бразилия. Федералният окръг е обграден от щата Гояс. Населението му е 2 383 784 (2006) и има обща площ от 5801,94 км².

## Население
2 337 078 (2005)

2 383 784 (2006)

Урбанизация: 94% (2006)

### Расов състав
(2006)
- мулати – 1 160 605 (48,5%)
- бели – 1 052 920 (44,0%)
- черни – 157 000 (6,6%)
- азиатци и индианци – 21 000 (0,9%)